# Templos megalíticos de Malta
Os Templos megalíticos de Malta são seis templos presentes no arquipélago de Malta, nas ilhas de Malta e Gozo. Em cada uma das ilhas, são testemunhas do desenvolvimento durante a idade do bronze.
Na ilha de Gozo, encontram-se dois templos em Ġgantija, que testemunham, pelas suas dimensões, o avanço técnico das populações. Na ilha de Malta, ultrapassando a escassez de recursos, os construtores conseguiram a proeza de edificar os templos de Mnajdra, Hagar Qim e Tarxien. Os conjuntos de Ta'Hagrat e de Skorba ilustram a perpetuação da tradição dos templos no arquipélago de Malta.
Os templos megalíticos de Malta estão inscritos na lista de Património Mundial da UNESCO desde 1980 (extensão 1992).